# توم تايلور (لاعب كرة قدم أمريكية)
توم تايلور (بالإنجليزية: Tom Taylor) هو لاعب كرة قدم أمريكية أمريكي، ولد في 14 سبتمبر 1962 في أكتون (كاليفورنيا) في الولايات المتحدة.

## وصلات خارجية
- توم تايلور على موقع مرجع كرة القدم المحترفة.كوم (الإنجليزية)